# Northeastern Illinois University

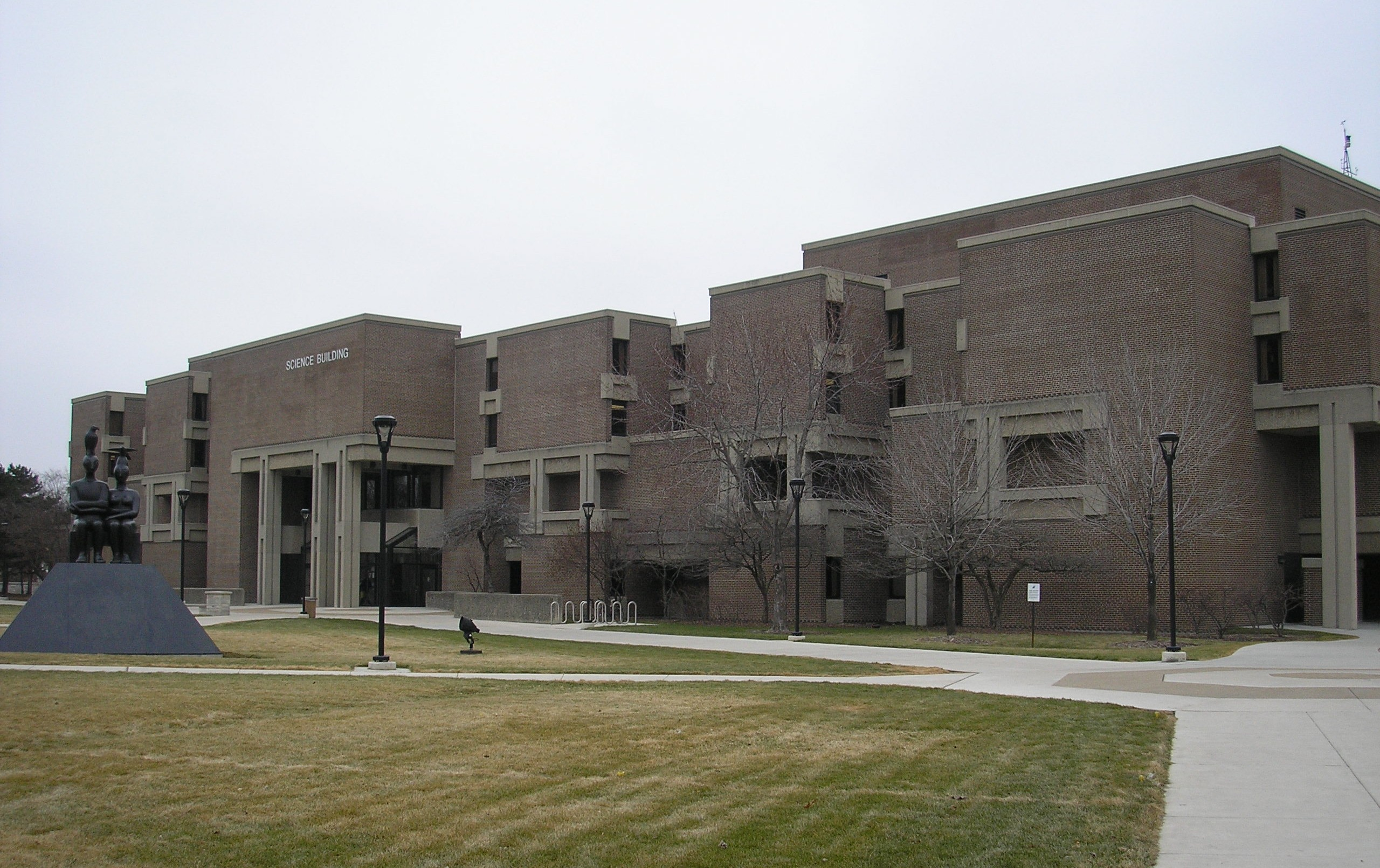
Science Building (2010 nach Bernard J. Brommel benannt)

Die Northeastern Illinois University (auch NEIU genannt) ist eine staatliche Universität in Chicago im US-Bundesstaat Illinois. Der Hauptcampus liegt im Gebiet des North Park, welcher durch drei weitere Außenstellen in der Metropolregion Chicago ergänzt wird. Die NEIU wurde im Jahr 1867 gegründet, derzeit sind 13.796 Studenten eingeschrieben.
In Bezug auf die Ethnizität ist die Studentenschaft einer der vielfältigsten im Mittleren Westen der USA. Die NEIU beherbergt eine der ältesten aktiven universitätsinternen Radiostationen, WZRD Chicago 88.3 FM.

## Geschichte
Die Ursprünge der Northeastern Illinois University gehen auf die Cook County Normal School (jetzt Chicago State University) zurück, die im Jahr 1867 in Englewood, Illinois gegründet wurde. Diese Hochschule erhielt nach mehreren Namensänderungen den Namen „Chicago Teachers College“.
Nach weiteren Zusammenschlüssen entstand aus den Colleges, die sich schließlich zu einer Gesamtinstitution vereinigten, im Jahr 1967 die „Northeastern Illinois University“ in ihrer jetzigen Form.

## Aufnahmekriterien, Studien- und Sportangebot
Studenten müssen zur Zulassung an der NEIU überdurchschnittliche Schulleistungen vorweisen, um aufgenommen zu werden.
Bachelor- und Masterprogramme werden in den drei verschiedenen Colleges (Fakultäten) der Universität angeboten: Dem College of Arts and Sciences, dem College of Business and Management und dem College of Education.
Die NIU hat für 20 Jahre an der National Association of Intercollegiate Athletics teilgenommen, bis sie im Jahr 1988 in die höherklassige National Collegiate Athletic Association aufgenommen wurde.
Die Mannschaften der verschiedenen Sportteams der Universität nennen sich die „Golden-Eagles“. Dieser goldene Adler stellt das Wappentier der Universität dar.

## Alumni
Jedes Jahr verlassen die NEIU ca. 1800 Studenten. Diese Absolventen bilden das internationale Alumni-Netzwerk der Northeastern Illinois University.
Bekannte Alumni
- Michael Angelo Batio (* 1956), Gitarrist
- Prinz Nguyen Phuc Buu Chanh, Präsident der Vietnamesischen Monarchie Liga
- Jesse Davis (* 1965), Saxophonist
- Miguel del Valle, ehemaliger Illinois State Senator
- Sara Feigenholtz, Mitglied des Illinois House of Representatives
- Luis V. Gutiérrez (* 1953), erster Hispanic, der im Mittleren Westen der USA für den US-Kongress gewählt wurde